# 유재훈 (축구인)
유재훈(兪在勳, 1983년 7월 7일 ~ )은 대한민국의 전직 축구 선수이자 현 축구 지도자이다. 현역 시절 골키퍼로 활동하였다.